# Jagadanandapur
Jagadanandapur é uma vila no distrito de Nadia, no estado indiano de Bengala Ocidental.

## Demografia
Segundo o censo de 2001, Jagadanandapur tinha uma população de 20 470 habitantes. Os indivíduos do sexo masculino constituem 51% da população e os do sexo feminino 49%. Jagadanandapur tem uma taxa de literacia de 76%, superior à média nacional de 59,5%: a literacia no sexo masculino é de 81% e no sexo feminino é de 71%. Em Jagadanandapur, 10% da população está abaixo dos 6 anos de idade.